# Sanctuaire de la Bienheureuse-Vierge-des-Grâces de Curtatone
Le sanctuaire de la Bienheureuse-Vierge-des-Grâces de Curtatone (italien : Santuario della Beata Vergine delle Grazie)
est une église en style gothique lombard dédiée à la Bienheureuse Vierge Marie. L'édifice est situé à Grazie, frazione de la commune de Curtatone à 9 km de Mantoue.

## Historique
Les origines de l'église remontent aux alentours de 1200 ; dans la localité alors connue sous le nom de Prato Lamberto, sur un petit promontoire émergeant d'un labyrinthe de fleurs et de roseaux, se trouvait un petit autel avec l'image de la Vierge et l'Enfant, et les pêcheurs du lac ainsi que les paysans avaient pour eux une particulière dévotion. Cette dévotion était ancienne et n’avait cessé de se renforcer ; c’est que dans ce temps, si l’environnement lacustre était source de subsistance, il était synonyme aussi de travail pénible, de famine et de maladies, de superstitions et de peurs ; c’était donc la force de la foi qui apportait le réconfort, foi qui avant d’être chrétienne s’était autrefois adressée aux divinités et aux forces de la nature. Au cours des ans le petit autel se transforma en sanctuaire avec une chapelle votive pour protéger l'image sacrée des intempéries. L’agrandissement de la structure architecturale vit croître en même temps l'intérêt pour cette image miraculeuse, en répandant sa « renommée » dans toute la région environnante. Vers la fin du XIVe siècle Francesco Gonzaga fit ériger un temple à la Vierge pour la remercier d’avoir fait cesser l'épidémie de peste qui avait frappé les Mantouans (cet épisode historique, comme le voyage de Gonzaga en Terre Sainte est peut-être en relation avec une excommunication qui l’avait frappé). Les travaux furent confiés à l'architecte Bartolino de Novare, qui à la même époque dressait à Mantoue les plans du château Saint-Georges et celui d’Este à Ferrare ; la construction coûta 30 000 écus d'or et, à la mi-août 1406, la chapelle fut consacrée en présence du donneur d’ordre et des évêques de Mantoue et de Crémone.
Les constructions grâce aux donations et aux legs firent de la basilique un grand complexe avec diverses dépendances ; de 1412 jusqu'à la fin du siècle furent édifiés le couvent, l'école, l'oratoire, la bibliothèque, jusqu'à ce que, en 1521, on édifiât autour de la place un portique de 52 arches pour abriter les marchands, du fait que le 11 août 1425 le marquis Frédéric Gonzague avait fait déplacer la « foire de Porto » inaugurant la tradition de la foire de la mi-août aux Mercis.
La construction de la basilique fit croître la popularité du lieu et les pèlerinages y affluèrent de plus en plus. À côté des pauvres gens du pays environnant on vit des nobles, et même l'empereur Charles Quint et le pape Pie II allèrent rendre hommage à l'image sacrée. C’était le début de toute une série de donations qui conduisirent à modifier la structure architecturale d’origine ; quelques familles mantouanes importantes firent construire des chapelles privées annexées au couvent, ou à l'intérieur de l'église, pour y enterrer leurs ancêtres. Giulio Romano lui-même, sur commission, travailla dans l'église des Grâces, son œuvre et celle de son école sont en fait le « Mausolée des Castiglioni » et d’autres interventions dans la sacristie.
En 1642 fut ajoutée sur la place une nouvelle aile de portiques et on édifia la sacristie avec un autel. Enfin, l'ambitieux projet de 1700 pour une extension ultérieure du complexe, à la demande de la duchesse Anna Isabella Gonzaga de Guastalla, prévoyait l'édification de 15 chapelles sur la route conduisant à Mantoue, mais il ne fut jamais terminé.
En 1782 le couvent fut fermé et transformé en hôpital. Ainsi commença le déclin de la Basilique ; l'invasion napoléonienne priva la collection d’ex-voto d'une bonne partie de ses trésors et le matériel que contenait la riche bibliothèque fut dispersé ou détruit ; en 1812, enfin, on démantela une bonne partie du complexe architectural.

## L'image de la Vierge
L'image conservée dans le sanctuaire de Notre-Dame-des-Grâces représente Marie selon le schéma des « Vierges de tendresse » ; en effet elle est représentée avec dans ses bras l'Enfant qui lui touche doucement le visage. L'enfant semble potelé, son visage est rond et il tourne son regard vers le spectateur. Les couleurs des vêtements contrastent avec le voile bicolore décoré de roses et de petits coqs dans lequel  est enveloppée la Vierge. En revanche la couleur du fond aide à exalter les auréoles et les couronnes qui dominent les visages et à focaliser l'attention sur les regards - doux et vif respectivement de la Vierge et de l'enfant. L'image a subi au cours de son histoire différentes modifications et restaurations qui, aujourd'hui, sont surtout décelables au niveau des yeux et des mains ; les incohérences parmi les différentes techniques utilisées laissent de toute façon intactes ces marques d'identification dans les figures qui permettent de dater l’œuvre de la fin du Trecento, ce qui en fait sûrement la plus ancienne de l'église. On peut penser avec vraisemblance que cette image, même si on n’y a fait aucune étude radiographique qui pût vérifier cette théorie, est l'original qui, en 1406, a conduit à la réalisation du sanctuaire tout entier à partir du modeste abri au milieu des eaux du lac.

## Architecture et décorations
Deux puissants contreforts soutiennent l'église. Le portique date du XVIe siècle. Un cycle de fresque y est peint qui narre l'histoire du sanctuaire. La grande nef est unique et à plan rectangulaire, avec un chœur et une abside surélevée. Des chapelles nobiliaires ont été ajoutés ultérieurement sur les côtés.
Une spectaculaire structure de bois, unique en son genre, soutient le toit à deux pentes. Cette charpente est conçue comme un ouvrage d'architecture propre, avec ses tympans, colonnes et niches. Elle est décorée par une profusion d'ex-voto de cire. Cinquante-trois sculptures de taille réelle ont été placés dans les niches. Faites de papier mâché et de cire, elles ont pour certaines été réalisées par frère Francesco da Acquanegra et ses assistants au XVIe siècle, d'autres, vêtues d'armures du XVe siècle, portent la signature de l'atelier d'armuriers renommés, les Misaglia. Quelques-unes figurent des hommes célèbres comme Charles Quint et le pape Pie II.

## Notes et références

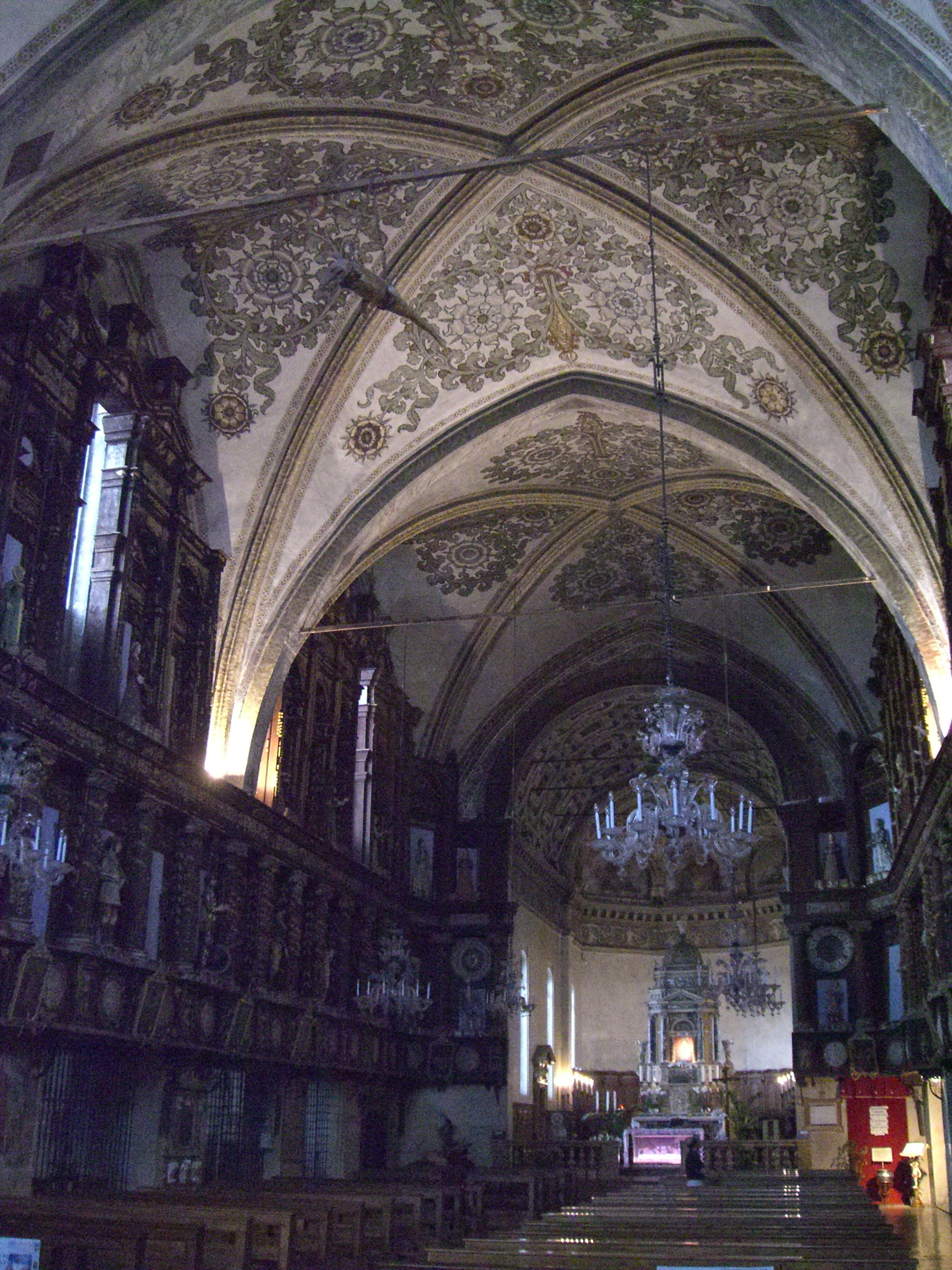
Intérieur
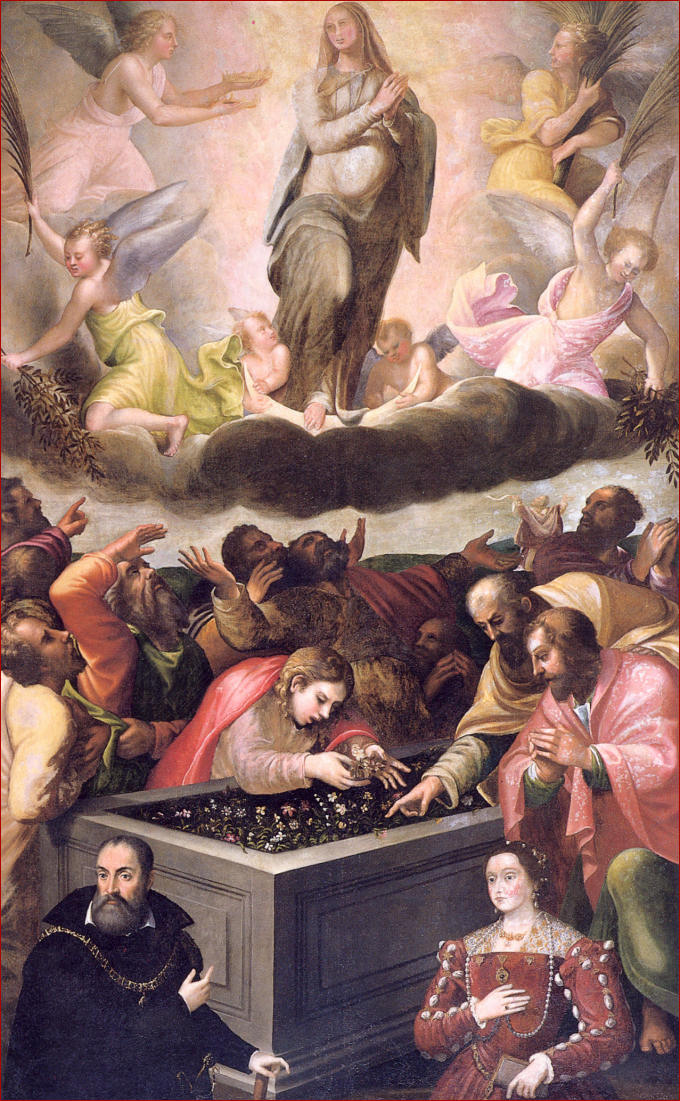
Assomption Fermo Ghisoni da Caravaggio